# Поллинг, Ким
Ким Поллинг (нидерл. Kim Polling, р.8 февраля 1991) — нидерландская, а с 2024 года итальянская, дзюдоистка.Чемпионка Европы и Европейских игр, призёрка чемпионатов мира.

## Биография
Родилась в 1991 году в деревне Зевенхёйзен общины Лек провинции Гронинген. В 2013 году стала чемпионкой Европы и бронзовой призёркой чемпионата мира. В 2014 году стала чемпионкой Европы. В 2015 году завоевала золотую медаль Европейских игр.
Весной 2024 года на чемпионате мира в Объединённых Арабских Эмиратах, Ким завоевала бронзовую медаль в смешанном командном турнире дзюдоистов в составе сборной Италии.